# ギョイコウ
ギョイコウ（御衣黄、学名：Cerasus Sato-zakura Group ‘Gioiko’ Koidz.）は、バラ科サクラ属の植物。オオシマザクラを基に生まれた日本原産の栽培品種のサトザクラ群のサクラ。名前は江戸時代中期から見られ、その由来は貴族の衣服の萌黄色に近いため。別名は「ミソギ（御祓）」。

## 特徴

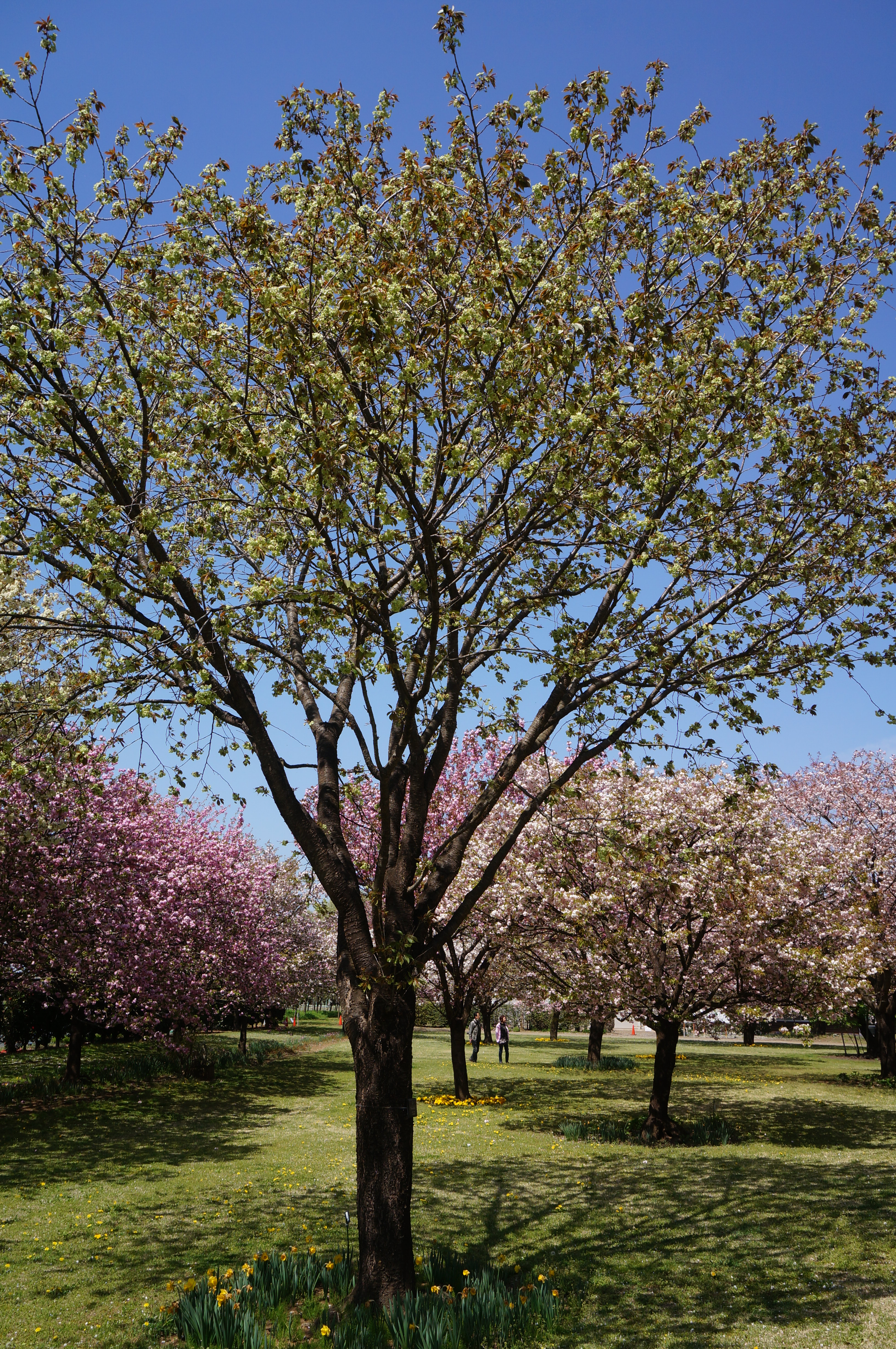
日本花の会結城農場にて

江戸時代に京都の仁和寺で栽培されたのが始まりとされる、荒川堤で栽培されていたサトザクラの一つ。江戸時代にシーボルトが持ち帰った標本が現存している。
最大の特徴は、ウコン（鬱金）、スマウラフゲンゾウ（須磨浦普賢象）、ソノサトキザクラ（園里黄桜）、ソノサトリョクリュウ（園里緑龍）と同じく、黄色・黄緑・緑色系の花を咲かせることである。DNA解析により枝変わりの可能性が指摘されている。花弁に黄色のカロテノイドと緑色のクロロフィルを含む葉緑体をもつ性質はウコンなどと同じであるが、ウコンは緑色のクロロフィルが少量のため黄緑（淡黄色）に見え、ギョイコウはクロロフィルが多量のためより濃い緑色に見えると考えられている。
樹形は高木の盃状、八重咲きの黄緑に近い緑色の中輪の花をつけるヤエザクラである。東京、京都市、石川県白山市での花期は4月下旬。
| 開花初期 |  | 最盛期を過ぎると赤みを帯びる |
| 開花初期 |  | 最盛期を過ぎると赤みを帯びる |

場所や時期によって、花の大きさや色合いなどに大きな差があり、花の大きさは、京都市や結城市で直径2から2.5センチメートル、北海道松前町で4から4.5センチメートルなど、場所によって異なる。花弁数は10から15程度の八重咲きで、花弁は肉厚で外側に反り返る。色は白色から淡緑色である。中心部に紅色の条線があり、開花時には目立たないが、次第に中心部から赤みが増してきて（紅変）、散る頃にはかなり赤くなる。また濃緑色の部分の裏側には、ウコンの花にはない気孔も存在する。
珍しいサクラではあるが、沖縄県を除く日本各地の100ヶ所以上で見ることができる。また、現在は合併してなくなったが、かつては秋田県東由利町の町花であった。
- ギョイコウと同じ黄緑系のソノサトキザクラ（上野恩賜公園にて）
- 同左

## 派生種
理化学研究所では、2007年にギョイコウに重イオンビームを照射し、開花頃には淡黄緑白色、終わりの頃に淡黄ピンク色の新品種「ニシナザオウ（仁科蔵王）」を開発した。重イオンビームを照射してサクラの新しい栽培品種を作出したのは世界初の試みであった。なお理研は、重イオンビームを照射して、ニシナザオウの他にも、ケイオウザクラ（啓翁桜、敬翁桜）からニシナオトメ（仁科乙女）を、シュンゲッカ（春月花）からニシナハルカ（仁科春果）とニシナコマチ（仁科小町）を作出している。